# Пам'ятник Дзержинському (Донецьк)
Пам'ятник Дзержинському — пам'ятник радянському державний діячу, організатору Червоного терору Феліксу Дзержинському. Знаходиться у Ворошиловському районі Донецька на площі його ж імені.
В 1927 році міська комісія Сталіно перейменовує Пожежну площу і Пожежний проспект у площу Дзержинського та проспект Дзержинського відповідно.
Пам'ятник являє собою бронзовий бюст, який встановлено 25 липня 1937 року на постаменті з гранітних плит рожевого кольору. Перший бюст відлитий у Москві. Скульптор — Яковлєв. Висота погруддя — 1 метр 20 сантиметрів.
Три гранітні плити для постаменту, важили від півтора до трьох тонн. Плити видобуті і оброблені на одному з кар'єрів Донбасу і привезені на місце встановлення у червні 1927 року.
У роки Німецько-радянської війни бюст пошкоджено. У 1945 році бюст реставрований — з нього прибрали сліди осколків.
В 1961 році пам'ятник отримав сучасний вигляд. Бюст Дзержинського замінили на інший роботи скульптора В. Бєлашова.
В кінці грудня 2007 невідомі облили пам'ятник зеленою фарбою і написали на постаменті «Слава Україні! Смерть ворогам!». До цього 24 грудня 2007 фарбою були облиті пам'ятники Дзержинському та Леніну в Луганську.
В ніч з 3 на 4 квітня 2010 року невідомі написали на постаменті напис «Кат народу». Напис через 4 дні був прибраний комунальними службами.